# Військовий меморандум у Туреччині (1997)
Військовий меморандум у Туреччині (1997) (тур. 28 Şubat süreci, «переворот 28 лютого», інша назва: «постмодерністський переворот», тур. Post-modern darbe) — «оксамитовий» військовий переворот, який полягав у низці військово-політичних рішень, прийнятих військовим командуванням Туреччини на засіданні Ради Національної безпеки Туреччини 28 лютого 1997 року. Збори лідерів силових структур прийняли меморандум, який передбачав вихід у відставку прем'єр-міністра Туреччини Неджметтіна Ербакана, голови Партії благоденства, а також усього його коаліційного уряду.

## Специфіка перевороту
Цей переворот журналісти назвали «постмодерністським» — в ході його здійснення не розпущено парламенту і не внесено коректив до конституції. Першим назву «постмодерністський путч» запропонував турецький адмірал Селім Дервішоглу. Незабаром після здійснення «мирного» путчу в його організації звинувачено учасників таємної військової організації Західна робоча група (тур. Batı Çalışma Grubu), ретельно законспірованої в 1990-ті роки.

## Організатори
Операцію з усунення уряду Ербакана ретельно спланувала група впливових генералів, до якої входили Ісмаїл Хакки Карадаї, Теоман Коман, Чевік Бір, Четін Доган та інші. Відомо, що вже за півтора року до насильницького зміщення цивільної влади генерали-змовники планували новий кабінет міністрів, зокрема, журналіст і політик Хасан Джелаль Гюзель зазначив, що генерал Теоман Коман ще восени 1996 року запропонував йому очолити наступний уряд. Також Теоман Коман планував у разі відмови Гюзеля призначити на місце прем'єр-міністра лідера Партії Вітчизни Месута Їлмаза, який згодом прийняв пропозицію генералітету й очолив новий уряд.

## Хід подій

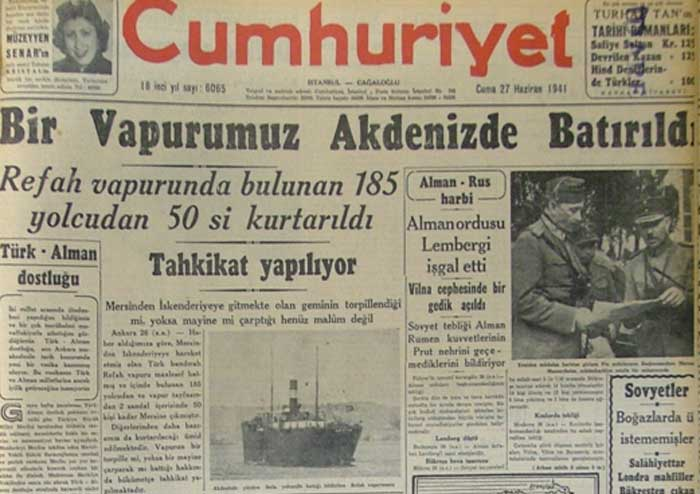
Заголовок газети Cumhuriyet від 1 березня 1997 року.

17 січня 1997 року президент країни Сулейман Демірель (якого раніше двічі усували з посади прем'єр-міністра в ході державних переворотів) відвідав турецький Генеральний штаб. У ході зустрічі з турецьким військовим командуванням відбувся брифінг з тем, пов'язаних із військовими проблемами. Генерал Ісмаїл Хакко Карадаї висунув 55 проблемних пунктів, за якими Демірель мав відзвітувати в ході пресконференції. Демірель обрав м'який, примиренський тон і закликав генералів тісніше співпрацювати із цивільним урядом і скоригувати свої вимоги. Військове командування Туреччини виявилося незадоволеним пасивною позицією уряду і нерішучістю Деміреля. 31 січня 1997 року почалися акції громадянського протесту в районі Сінджан, спрямовані проти проявів насильства, допущених Ісмаїлом Хакко Карадаї в ході «Єрусалимської ночі». На фасаді однієї з будівель вивішено плакати з символікою Хамасу і Хезболли. У відповідь на демонстрації генерали наказали танкам виїхати на вулиці Сінджану з метою придушення потенційних масових заворушень. 4 лютого танки опинилися на вулицях Сінджану, що призвело до упокорення протестувальників. Згодом Чевік Бір охарактеризував цю подію як «збалансований додаток до демократії».

## Виступ проти ісламізації
В ході засідання Ради безпеки Туреччини генерали висловили серйозну заклопотаність послідовною ісламізацією турецького суспільства і радикалізацією молодіжних громадських структур. В ході розробки меморандуму прем'єру Ербакану запропоновано підписати зокрема й умови, спрямовані на пом'якшення поступеневої ісламізації громадянського суспільства, яка суперечила заповітам Кемаля Ататюрка. Серед них значилися такі:
- Уведення восьмирічної обов'язкової освіти в школах.
- Закриття шкіл імам-хатипів, де разом зі світськими науками учнів навчали основ ісламської теології[15].
- Нейтралізація (обмеження впливу або закриття) місцевих представництв містико-духовного руху «Тарикат», який мав широку підтримку цивільної влади Туреччини.

Інші пункти також стосувалися ліквідації фактів порушення світського режиму, які суперечили ідеології кемалізму, охоронцями якої були представники армійської еліти країни.

## Наслідки перевороту
Внаслідок прийняття цього військового меморандуму Неджметтін Ербакан мусив подати у відставку, після чого йому офіційно заборонили займатися політичною діяльністю протягом п'яти років. Незабаром після відставки Ербакана Месут Їлмаз мав намір очолити новий уряд, у який хотіли б увійти представники Демократичної партії, Партії добробуту й ісламістсько-націоналістичної Партії Великої єдності, ідеологія якої суперечила кемалістським принципам, заявленим у меморандумі. Проте, до складу нового уряду, сформованого 30 червня 1997 року, увійшов Бюлент Еджевіт, лідер Демократичної лівої партії, а також Хюсаметтін Джиндорук, який згодом сформував нову Партію демократичного суспільства, до якої після 28 лютого увійшли члени Демократичної партії. За рішенням Конституційного суду Туреччини Партію благоденства офіційно ліквідовано за звинуваченням у розпалюванні міжрелігійної ворожнечі та порушення конституції. Згодом політики, втратили свої посади, а також члени розформованих партій приєдналися до створеної Партії справедливості та розвитку, заснованої Неджметтіном Ербаканом ще до завершення п'ятирічного терміну заборони на участь у політичній діяльності. Мера Стамбула Реджепа Тайїпа Ердогана, який також був членом ПСР, засуджено до тюремного ув'язнення за публічне прочитання ісламістсько-націоналістичного вірша — на нього також поширилася п'ятирічна заборона на участь у політичній діяльності.

## Арешт Чевіка Біра і його прихильників 2012 року
2012 року Чевік Бір і 30 військових офіцерів, що брали участь у плануванні зміщення Ербакана 1997 року, затримано і засуджено до різних термінів тюремного ув'язнення. Рішення покарати військових путчистів продиктоване тим, що Реджеп Тайїп Ердоган є ідеологічним наступником Ербакана, а також на знак особистої помсти за тюремне ув'язнення і відсторонення від політичної діяльності. Відомий вислів Чевіка Біра (який на початку 1997 року обіймав посаду начальника Генштабу і був фактичним координатором складання меморандуму) з приводу скоєного його групою перевороту: «В Туреччині між ісламом і демократією укладено шлюб. Дитя цього союзу — світськість. Іноді дитина захворює, і турецька армія якраз той лікар, який рятує його. Залежно від тяжкості хвороби ми вводимо потрібні ліки, щоб дитина одужала».

## Звинувачення Ербакана
У свою чергу, зміщений Наджметтін Ербакан згодом відзначав, що переворот організували «сіоністи», не надаючи конкретних доказів цього судження.
«Меморандумний переворот» по суті зовсім не привів до лаїцизації турецького суспільства, оскільки ідею просування культурно-політичної стратегії ісламізації країни вкупі з витісненням кемалістських доктрин продовжено після закінчення п'ятирічного мораторію на участь у політичній діяльності, що розповсюджувався на членів уряду Ербакана і його прихильників, зокрема й Ердогана. Фактично путч 1997 року був останньою порівняно успішною спробою військової еліти, вірної заповітам Кемаля Ататюрка, запобігти радикальній ісламізації турецького суспільства, якщо не враховувати спробу збройного перевороту в Туреччині в ніч з 15 на 16 липня 2016 року.